# Karl Jarick
Karl Jarick (* 19. Juni 1891 in Berlin; † 4. Mai 1947 ebenda) war ein deutscher kommunistischer Gewerkschaftsfunktionär und Widerstandskämpfer gegen das NS-Regime.

## Leben
Jarick besuchte die Volksschule und erlernte das Dreherhandwerk. Danach war er in einer Berliner Lokomotiv- und später in einer Autofabrik tätig. 1909 wurde er Mitglied des Deutschen Metallarbeiter-Verbandes (DMV), in dem er im Laufe der Zeit mehrere Funktionen übernahm. Später gehörte Jarick der Leitung der Berliner DMV-Dreherbranche an, weshalb er hauptamtlicher Angestellter der DMV-Ortsverwaltung wurde.
Im Jahr 1910 trat Jarick in die SPD ein. Während des Ersten Weltkrieges wurde er zum Kriegsgegner. Jarick trat 1916 in die Spartakusgruppe ein. Im Zuge der Gründung der Unabhängigen Sozialdemokratischen Partei Deutschlands (USPD) im April 1917 kam er über den Anschluss der „Spartakusgruppe“ zu der neuen revolutionären Partei. Im Vorfeld und während der Novemberrevolution gehörte Jarick zum Kreis der Revolutionären Obleute. Im Zusammenhang mit der Revolution war Jarick in der Rätebewegung aktiv. Durch den Übertritt des linken Flügels der USPD zur Kommunistischen Partei Deutschlands (KPD) wurde Jarick Ende 1920 Mitglied dieser Partei.
In der Weimarer Zeit war Jarick jahrelang als bekennender Kommunist im Berliner DMV aktiv. Als Repräsentant der Berliner DMV-Dreherbranche bekannte sich Jarick Anfang 1929 zur Revolutionären Gewerkschafts-Opposition (RGO). Zahlreiche Mitglieder dieser Branche teilten seine Auffassung, weshalb ein erheblicher Teil der kommunistisch orientierten Dreher im Sommer 1929 aus dem DMV ausgeschlossen wurde. Auch Jarick verlor seine hauptamtliche Beschäftigung beim DMV und wurde aus dem Verband ausgeschlossen. Ende 1930 beteiligte sich Jarick an der Gründung des Einheitsverbandes der Metallarbeiter Berlins (EVMB), dem sich vergleichsweise viele Dreher anschlossen. Jarick war ab Ende 1930 Mitglied des engeren Vorstand des EVMB und wurde zum „Betriebsräteleiter“ des Verbandes ernannt. Bereits wenige Wochen später, im Januar 1931, übernahm Jarick die Funktion eines „Juristischen Beirats“ im EVMB-Vorstand. Zeitweise soll sich Jarick mit Wilhelm Poeck und Erich Steffen an Spionagetätigkeiten für die RGO beteiligt haben. Im Zusammenhang mit dem Vorwurf der Werkspionage verhafteten die Sicherheitsbehörden Jarick. Von März bis Dezember 1931 war er in Haft.
Nach der Machtergreifung der Nationalsozialisten hielt sich Jarick zunächst in Berlin versteckt, da er Racheakte aus den Reihen der NS-Bewegung befürchtete. Er beteiligte sich aktiv in illegalen kommunistischen Widerstandszirkeln, übernahm jedoch keine Funktion im illegalen EVMB. Im Juni 1933 wurde Jarick verhaftet. Zunächst kam er für kurze Zeit in das Berliner Polizeigefängnis am Alexanderplatz. Anschließend überführte ihn die Gestapo in das KZ Brandenburg an der Havel, wo er mehrere Wochen inhaftiert war. Die genaue Haftzeit ist unklar. Nach der Entlassung stand Jarick unter Beobachtung der Polizei. Er wurde in der darauffolgenden Zeit noch mehrmals verhaftet und verhört. Jarick belastete jedoch keinen seiner Mitstreiter im Widerstand. Er selbst engagierte sich weiterhin in illegalen Gruppierungen in Berliner Metallbetrieben.
Nach dem Ende des Zweiten Weltkrieges beteiligte sich Jarick 1945/46 am gewerkschaftlichen Neuaufbau in Berlin. Doch bald musste er sich aufgrund seines schlechten Gesundheitszustandes von den Aufgaben zurückziehen.